# Hästens Skofabrik

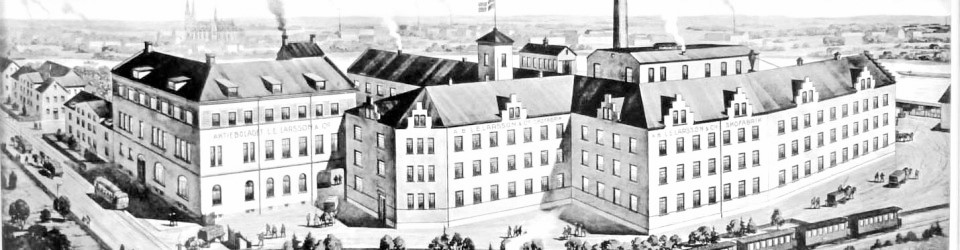
Hästens skofabrik

Hästens Skofabrik i folkmun Sko-Lasses (egentligen AB L.E. Larsson & Co), var en skofabrik i Uppsala. Företaget grundades 1914 och 1932 hade man omkring 250 anställda.
Tillverkning av skor med varumärket Hästen (Hästens Skodon) sägs ha börjat[källa behövs] i kvarteret Hästen i centrala Uppsala. Mest känd i sammanhanget är dock den anläggning vid Svartbäcksgatan i Uppsala som var i drift fram till 1968 då produktionen flyttade till Umeå och Nilssons Skofabrik. Produktionen i Umeå lades ned efter ett par decennier och idag innehas varumärket "Hästen" av det norska skoföretaget Klaveness som använder det på de skor som företaget marknadsför i Sverige.
Hästens tillverkning i Uppsala var den sista tiden inriktad enbart på damskor. Företaget hade ensamrätt på sin så kallade "Systersko".
En del av den gamla fabriksanläggningen i stadsdelen Svartbäcken i Uppsala står kvar och har under årens lopp bland annat inrymt skollokaler och varit Länsförsäkringars Uppsalakontor. Numera ägs fastigheten av Uppsala kommun och är huvudkontor för den kommunala omsorgs- och äldreförvaltningen.
Skofabriken i stadsdelen Teg i Umeå är riven.
Nytillverkade damskor av fabrikatet Hästen finns i välsorterade skoaffärer och butiker med ortopedisk profilering.

## Galleri

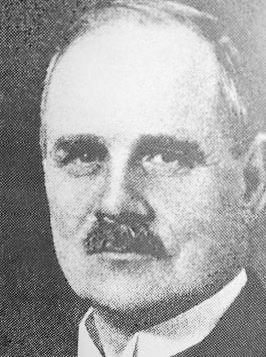
Lars-Erik Larsson
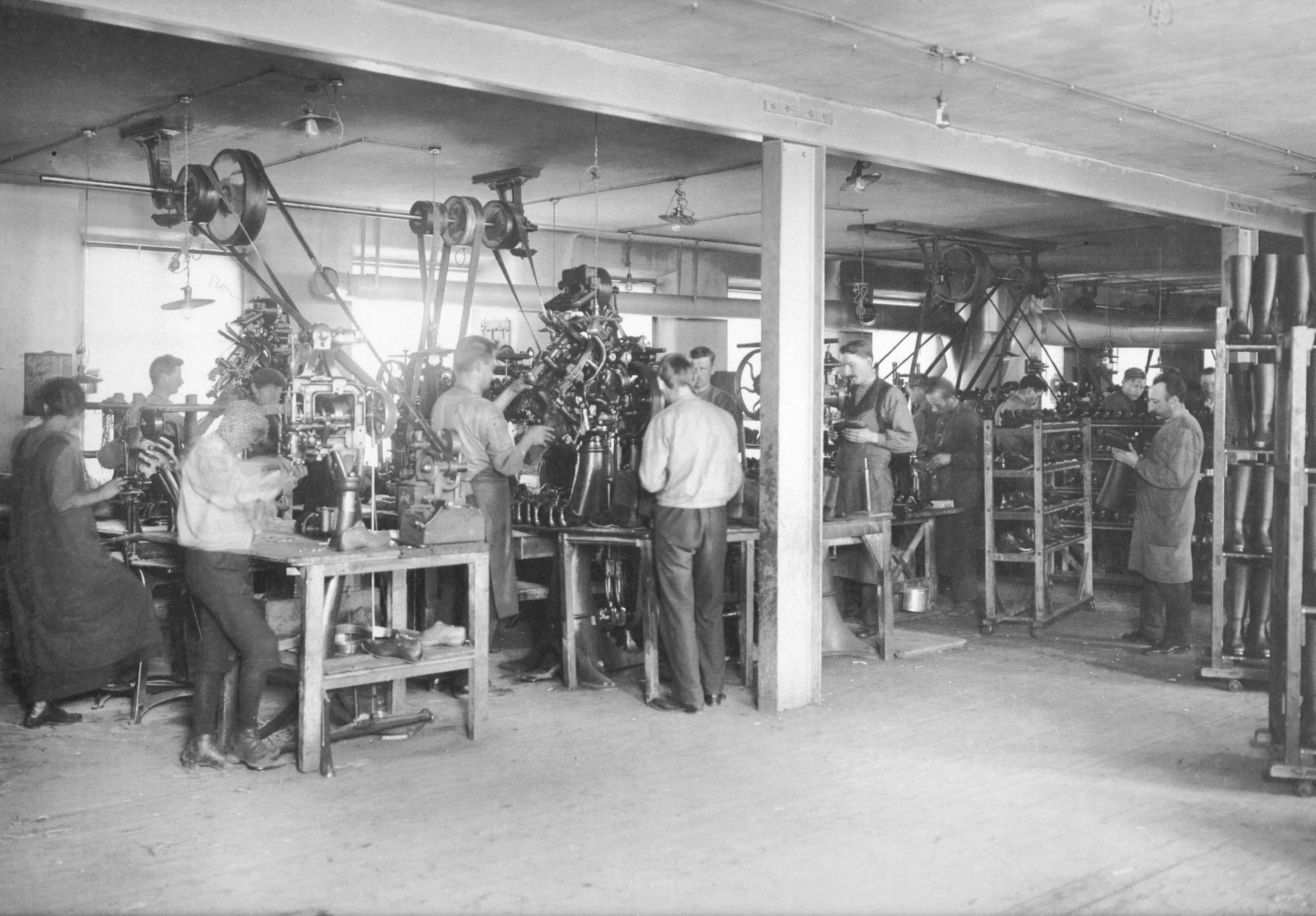
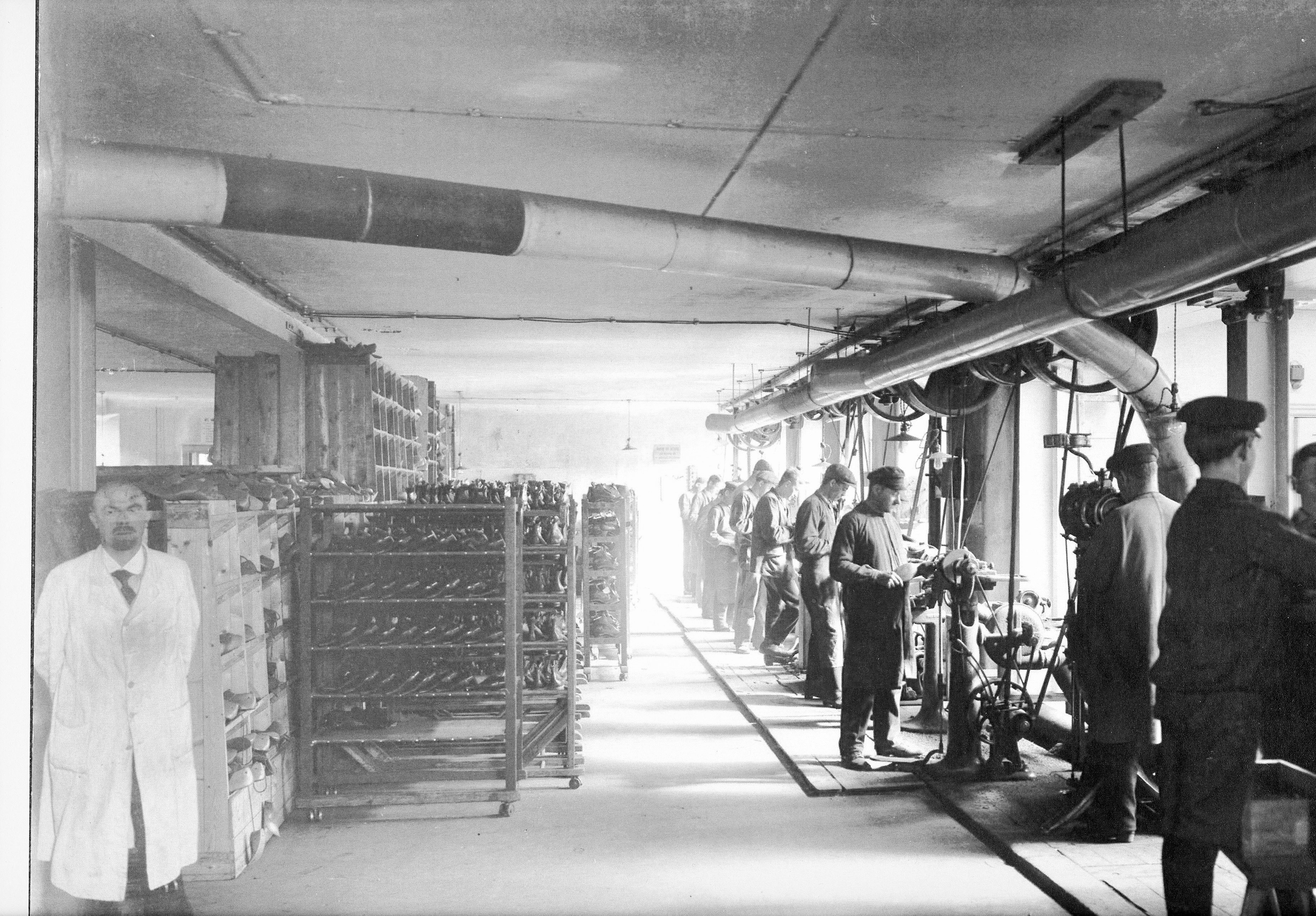
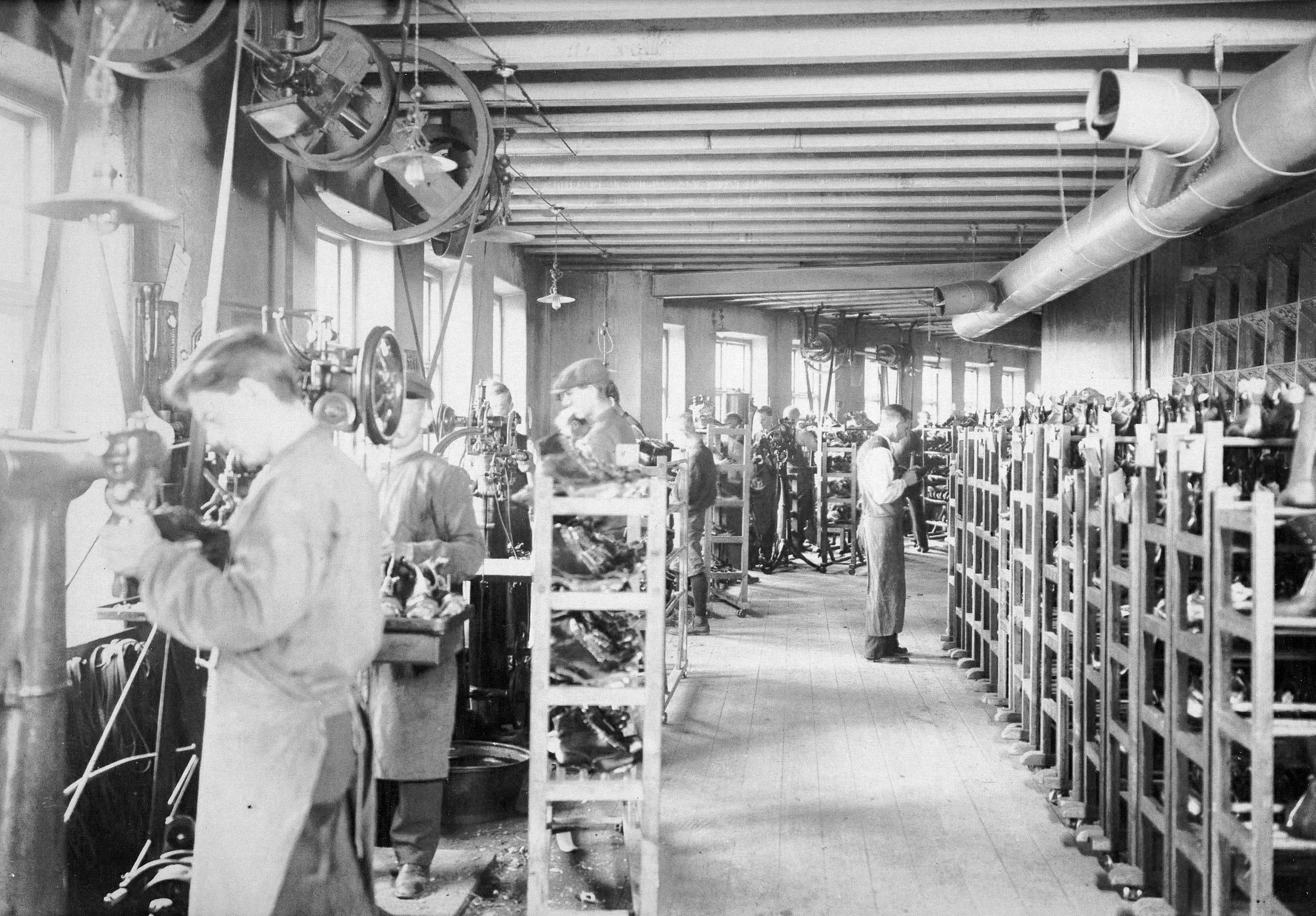
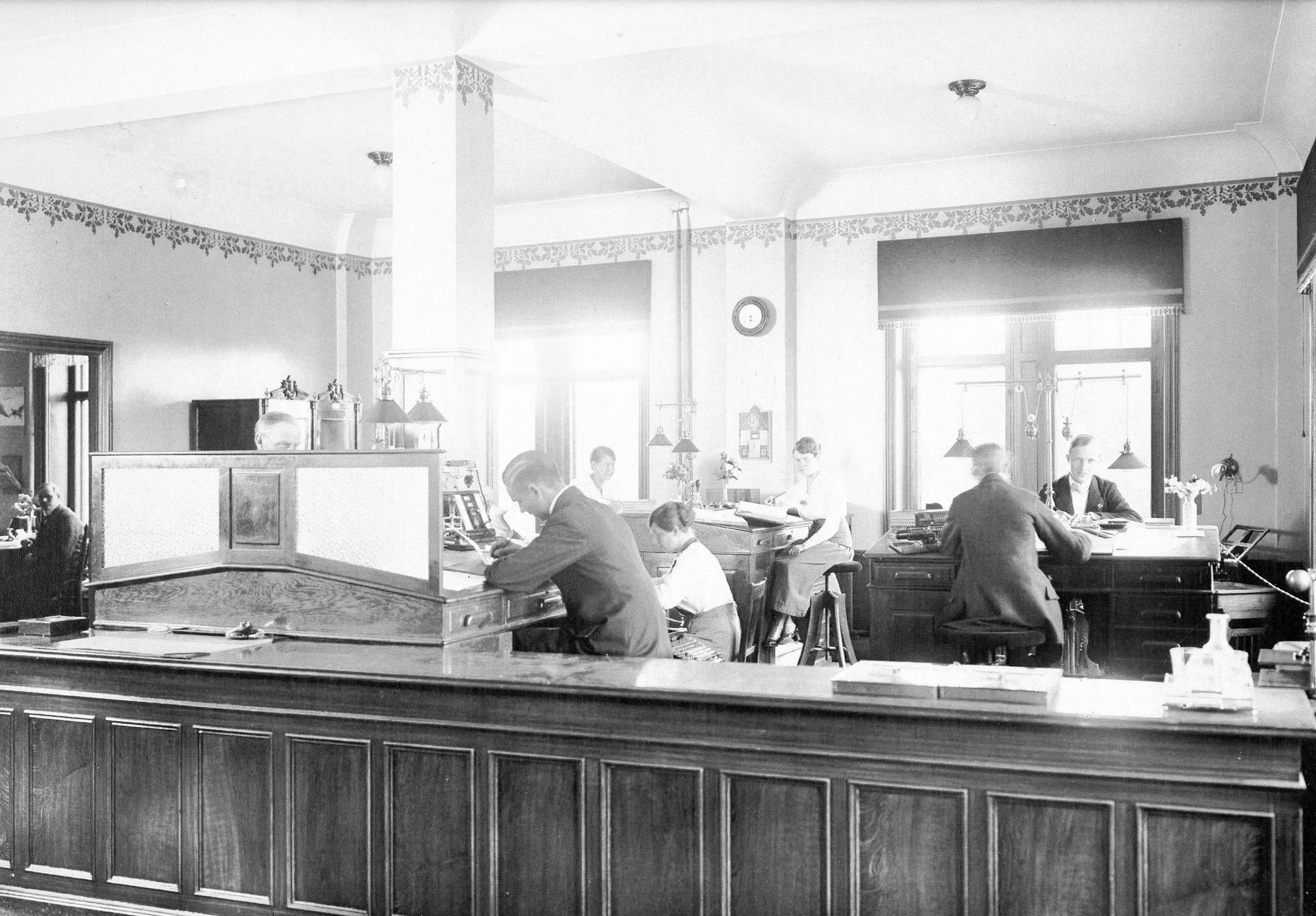